# Frank O'Farrell
Pour les articles homonymes, voir O'Farrell.
Francis O’Farrell, appelé aussi Frank O'Farrell, né à Cork le 9 octobre 1927 et mort le 6 mars 2022, est un footballeur et entraîneur irlandais.

## Biographie
En tant que milieu de terrain, il est international irlandais à neuf reprises (1952-1959) pour deux buts. Sa première sélection est honorée à Vienne, contre l’Autriche, le 7 mai 1952, en match amical, qui se solde par une défaite irlandaise (0-6).
Il joue dans un club irlandais, Cork United FC, ainsi que dans trois clubs anglais (West Ham United, Preston North End Football Club et Weymouth Football Club). Il remporte une coupe d’Irlande en 1947 et est vice-champion d’Angleterre en 1958.
Il entame une carrière d’entraîneur. Il entraîne en Angleterre (Weymouth Football Club, Torquay United Football Club, Leicester City Football Club et Manchester United Football Club), au pays de Galles (Cardiff City Football Club), en Iran, aux Émirats arabes unis (Al Sha'ab Sharjah). Il remporte une D2 anglaise et une coupe du pays de Galles, c’est-à-dire des trophées de moindre importance.

## Palmarès

### En tant que joueur
- Coupe d'Irlande de football

- - Vainqueur en 1947
- Championnat d'Angleterre de football
  - Vice-champion en 1958

### En tant qu’entraîneur
- Coupe du pays de Galles de football
  - Vainqueur en 1974
- FA Cup
  - Finaliste en 1969
- Championnat d'Angleterre de football D2
  - Champion en 1971
- Southern Football League
  - Champion en 1965

## Sources
- (en) Stephen McGarrigle, The Complete who's who of Irish international football : 1945-1996, Edimbourg, Mainstream Publishing, octobre 1996, 237 p. (ISBN 1-85158-894-9), p. 152-153